# 関西テレビ番組一覧
関西テレビ番組一覧（かんさいテレビばんぐみいちらん）では、関西テレビ（KTV・カンテレ）で現在放送されている、または過去に放送された番組を紹介する。なお、文中の「※HV」はハイビジョン放送の番組を意味する（終了した番組のみ記載）。
なお、関西地区では、キー局のフジテレビや隣接する東海地方の東海テレビなどのフジテレビ系列局制作番組（主にローカルセールス番組）を自局で放送せずに、大阪近辺のKBS京都やサンテレビなどといった独立テレビ局で放送することもある。また、関東地方や中京地方の独立テレビ局で放送される番組もある（主に三重テレビなどでローカルセールス番組の大半が放送されている）。
また、一部の番組はCS放送の関西テレビ☆京都チャンネル（2009年4月30日放送終了）やBSデジタル放送のBSフジなどでも放送されている。

## ニュース番組

### 朝ニュース
- カンテレNEWS（日曜日 6:00 - 6:15）
- めざましテレビ（月曜日 - 金曜日 5:25 - 8:00）
- めざましどようび（土曜日 6:00 - 8:30）

#### 以降終了の番組
- FNNテレビ朝刊
- FNNニュース7:30
- ザ・モーニング630
- 朝特急630
- Hello!朝特急
- FNN World Uplinkおおさか
- OSAKA発!730
  - さわやか朝一番
  - KTVニュース

### 昼ニュース
- FNN Live News days（月曜日 - 金曜日 11:30 - 11:50、土曜日・日曜日 11:50 - 12:00）

#### 以降終了の番組
- FNNニュース12:00
- サンケイテレニュースFNN
- KTVワイドニュース
- FNNスピーク
  - FNNスピークWeekend
- FNNプライムニュース デイズ

### 午後ニュース

#### 以降終了の番組
- サンケイテレニュース
- 産経新聞フラッシュニュース
- FNNニュースフラッシュ産経新聞

### 夕方ニュース
- newsランナー（月曜日 - 金曜日 16:45 - 19:00）
- Live News イット!（月曜日 - 金曜日 17:48 - 18:09、土曜日・日曜日 17:30 - 18:00、前者は『newsランナー』に内包）

#### 以降終了の番組
- KTVニュース
- FNNニュース
- サンケイ新聞ニュース（『ホームニュース』枠 月曜日-土曜日17:50-18:00）
- FNNニュース6:30
- FNNテレビ土曜・日曜夕刊
- FNNニュースレポート6:00
- アタック630
- アタック600
- アタック530
- アタック ザ・ヒューマン
- FNNニュース555 ザ・ヒューマン
  - FNNニュース ザ・ヒューマン
- FNNスーパーニュースKANSAI
- FNNスーパーニュースほっとカンサイ→FNNスーパーニュースほっとKANSAI
- FNNスーパーニュースアンカー
- ゆうがたLIVE ワンダー→みんなのニュース ワンダー
- FNNみんなのニュースWEEKEND
- プライムニュース イブニング
- 報道RUNNER

### 20:54ニュース
- newsランナープラス（月曜日・水曜日〜土曜日 20:54 - 21:00）

#### 以降終了の番組
- KTVニュースフラッシュ（※HV）
- KTV NEWS Pick Up
- カンテレこんやのニュース
- カンテレユアタイム クイック
- カンテレ THE NEWSα Pick
- 報道ランナープラス

### 夜ニュース
- FNN Live News α（月 - 木曜日 23:40 -  翌0:25、土曜日 0:10 - 0:55）

#### 以降終了の番組
- KTVニュース
- FNNニュース工場
- FNN DATE LINE
- FNN NEWSCOM
- FNNニュース最終版
- ニュースJAPAN WEEKEND
- FNN EZ!TV NEWS
- 感動ファクトリー・すぽると!&ニュース
- あしたのニュース
- THE NEWSα
- FNNプライムニュース α

### 報道特別番組
- この瞬間に祈る（阪神・淡路大震災復興関連・犠牲者追悼式典中継番組。毎年1月17日の発災時刻5:46前後に放送。平日の場合、『めざましテレビ』〈フジテレビ制作〉は6:00〈2017年までは5:55〉飛び乗り）

### ニュース関連項目
- FNN
- FNNニュース
- 産経新聞
- カンテレ通信

## 情報番組

### 情報・ワイドショー

#### 現在放送している番組

##### 全国ネット
- 土曜はナニする!?（土曜日 8:30 - 10:25）
- Mr.サンデー（日曜日 20:54 - 23:09、フジテレビと共同制作）

##### 関西ローカル
- すてき彩事記（月 - 金曜日 4:52 - 4:54）
- ごきげんライフスタイル よ〜いドン!（月 - 金曜日 9:50 - 11:15）
  - 土曜日もよ〜いドン!（土曜日 10:30 - 11:20）
  - よ〜いドン!サタデー（終了）
  - よ〜 いドン!サンデー（終了）
- 旬感LIVE とれたてっ!（月 - 金曜日 13:50 - 15:45）
- TKO木本のイチ推しカンパニー（土曜日 5:50 - 6:00）
- ドっとコネクト（土曜日 11:20 - 11:50・12:00 - 13:00）
  - LIVEコネクト!（前身）
- モモコのOH!ソレ!み〜よ!（土曜日 13:59 - 14:27）
- ジーンちゃんが世界のごちそういただきます♪（日曜日 3:42 - 3:57〈土曜日深夜〉）
- KANSAIミライフ（日曜日 11:45 - 11:50）
- カンテレ通信（毎月第3・第4〈・第5〉日曜日 5:30 - 6:00）

#### 以降終了の番組
- 平日昼前の情報・ワイドショー番組枠
  - 奥さまリビング
  - ほっとタイム10時です!
  - ワイドショーWHO
  - Aタイム
  - トナリnoとなり
  - 痛快!エブリデイ※HV
    - やる気タイム・10
- 土曜朝のワイドショー
  - ハイ!土曜日です
  - DOサタデー
  - モーニングスタジオ・土曜!100%
  - モーニングアップル
  - シュートinサタデー
  - 土曜大好き!830
  - 土曜ぴーぷる
  - いつでも笑みを!
  - ベリーベリーサタデー!※HV
  - うふふのぷ※HV
  - にじいろジーン※HV
- エキスポスタジオ 世界のひろば
- 2時ドキッ!※HV
- メディアDO
- ぶっちゃけ!生タマゴン※HV
  - ぶったま!
- おめざめ天気
- おチャの「ま」
- 2時ワクッ!
- F-CUBE
  - 月曜「噂のポロリン!」
  - 火曜「家族対抗ダイエットバトルヤセ10!」
  - 水曜「ザ・プレミア」
  - 木曜「素敵にぶらりずむ」
  - 金曜「週刊!芸能キング」※HV
- ハピくるっ!
- あな金
- 1時50分からはスローでイージーなルーティーンで
- マイ大阪（大阪市広報番組）
- 一枚の写真（フジテレビと共同制作のミニ番組）
- べかこのニュース一気!
- 変身!マイホーム
- ドキュメンタリー 日本ストリート物語
- 征平とおんなたち ニュースな夕方
- K.I.P!【京】
  - S-K.I.P!
- NMBのミタイ!シリタイ!大阪府議会
- 尼神インターのひょうごeとこ映え
- OSAKAミライフ
- フジテレビ・関西テレビ制作日曜夜の情報番組枠
  - スーパーナイト
  - 情報ライブ EZ!TV
  - スタ☆メン ※HV
  - 新報道プレミアA ※HV
  - サキヨミLIVE ※HV
  - 情報エンタメLIVE ジャーナる! ※HV
- ＃nakedEve
- テレビのミカタ
  - テレビの素
  - 月刊カンテレ批評
- セブンルール

### 通販
- 買物生活ほんでなんぼ?（月 - 金曜日 11:15 - 11:23）
- 真夜中市場〜ハイヒールの眠れない夜〜（土曜日 2:55 - 3:56〈金曜日深夜〉）
- ディノスTHEストア (水曜日 3:28 - 3:58 他）
- ショッピング・キング（月曜日 2:59 - 3:59 他）
- ダイレクトテレショップ（月曜日 3:59 - 4:29 他）
- わくわく!テレビショッピング（ショップジャパン）（水曜日 3:58 - 4:28 他）
- Jショッピング（ジャパネットたかた（日曜日 4:30 - 4:59）

#### 以降終了の番組
- オクト（現：関西テレビハッズ）提供番組
  - オクトお茶の間ショッピング
  - オクト暮らしのショッピング
  - フレッシュライフ（一部系列局でもネット。金曜日の『3時のあなた』の終了後に放送されていた。）
- 昼ショップ 買物検討使
- 夜明けのテレショップ
- ノッテ・フェリーチェ〜楽しい夜のショッピング〜（※HV・レターボックス放送）
- 通販美人 Trend Collection
- 買物探偵社 シナモン

### 料理

#### 以降終了の番組
- ナショナルエレック料理教室
- ママの手料理
- 料理の学校
- お菓子のサロン
- 男たちの台所
- べかこの名店味ぬすみ → 関西名店味ぬすみ
- 掛布のグルメにご招待
- はらぺこ探検隊
- おしゃれな夕はん
- ほのぼのクッキング
- キッチン教習所
- 今晩なに食べたい?
- 白金台三丁目食堂 ※HV
- 微笑みアジア 〜メンロードを行く!

### 紀行
- フットマップ〜今すぐ行きたい!エエとこツアー〜（土曜 18:30 - 19:00）[1]
- 京都ええもん女優ふたり旅〜お気に召したらスグ注文〜（日曜 6:30 - 7:00）

#### 以降終了の番組
- 日本列島走りある記
- ふるさとZIP探偵団（『なつかしZIPアーカイブ』と題して過去の傑作選を放送）
- 浜村淳の人・街・夢（大阪市広報番組）
- 走れ!ガリバーくん
  - GO!GO!ガリバーくん
- おもしろ旅美人
- 旅っきり!〜ふれあい紀行〜
- バスDEコロコロ
- ラッキー・トリッパー Idol オン・ザ・ラン
- にっぽん城紀行
- 橋本マナミのマナビ旅
- 横山由依（AKB48）がはんなり巡る 京都・美の音色

### トーク
- おかべろ（土曜 14:27 - 14:57）

#### 以降終了の番組
- 笹岡薬品→金鳥（KINCHO）提供枠（日曜22時台）
  - 凡児の娘をよろしく
  - 恋のトリプルチャンス
  - 三枝の爆笑美女対談
  - スターご勝手対談
  - たけしのここだけの話
  - 新伍&紳助のあぶない話
- トークかんさい'83 → 84
- フォトぶら
- 華丸大吉&千鳥のテッパンいただきます!
- 桃色つるべ〜お次の方どうぞ〜

## スポーツ
- 関純子アナのゴーゴー体操（土曜日 5:55 - 6:00）
- こやぶるSPORTS（不定期放送）
- うまんちゅ（日曜日 1:15 - 1:45）
- KEIBA BEAT（日曜日 15:00 - 16:00）【B】（京都・阪神開催時制作担当、2012年まで『BSフジ競馬中継』として不定期放送していた）
- 麒麟川島の馬いい話。（水曜日 0:55 - 0:59）
- EVERGREEN（日曜日 11:45 - 11:50）
- プロ野球中継（西暦）（阪神タイガース・オリックス・バファローズ戦）
  - 自社制作の主催ゲーム（編成によりビジター地元局への同時ネットの場合あり）の他、ビジターゲームでは東海テレビ制作の対中日戦・テレビ新広島制作の対広島戦・フジテレビ制作の対ヤクルト戦・系列局または主催球団制作のパ・リーグ球団主催セ・パ交流戦も放送（実況を自社で差し替える場合、この場合はビジターゲームでも自社制作扱いとなるが、稀にネット受けの場合もある）。なお、2010年代以降のクライマックスシリーズ・日本シリーズの全国ネット中継はフジテレビ主導制作（技術面・リアルタイム字幕放送・連動データ放送付加・番組送出も全て担当し、関西テレビは制作協力扱いとなる）で放送している。
  - 阪神戦とオリックス戦のBSフジ[2]・フジテレビONE（阪神対巨人戦のみ。ヤクルトのホームゲームと重なる場合はフジテレビTWOで、西武のホームゲームとも重なる場合はフジテレビNEXTで放送）へのネット時に実況・解説・ベンチリポートは地上波ローカル放送と共通だが、スコアテロップとテーマ曲は自社仕様（オリックス戦はJ SPORTS仕様の場合あり）とフジテレビ仕様で混在しており、制作著作はBSフジ・フジテレビONE（またはTWO・NEXT）でも関西テレビ単独名義となっている。また、オリックス戦についても、『J SPORTS STADIUM』向けでの中継協力も行っている[3]。
- 大阪国際女子マラソン
- 全国招待大学対校男女混合駅伝
- ACNチャンピオンシップゴルフトーナメント（京都チャンネルでは2008年に予選ラウンド2日間のみ放送。2009年以降はフジテレビONEでも放送している）
- アクサレディスゴルフトーナメント（テレビ宮崎が主催および制作著作（関西テレビは名目上制作協力扱いだが、実質的な制作と番組の配信を担当）。通常はフジテレビの後援および制作著作〈テレビ宮崎は制作協力扱い〉だが、2025年はフジテレビが中居正広・フジテレビ問題の影響により後援を外されたことから、代わりにテレビ宮崎の自社での製作著作として、関西テレビが制作協力で参加することになり、放送も最終日はフジテレビを除くFNS系列局の全国ネットとなった。また衛星波ではBS10が最終日をディレイ放送する）
- 宮里藍 サントリーレディスオープンゴルフトーナメント（通常はフジテレビと一部FNS系列局の後援および制作著作〈関西テレビは制作協力扱い〉だが、2025年はフジテレビと系列局が中居正広・フジテレビ問題の影響により後援を外されたことから、代わりに関西テレビが自社での製作著作として番組の配信も行い、放送も最終日はフジテレビを除くFNS系列局の全国ネットとなった。また衛星波ではBSフジが最終日を放送した）
- ボク達同級生!プロ野球昭和40年会VS48年会（毎年1月）
- KTVダイヤモンドアイス（毎年4月）（なみはやドームで開催されるイベント。関西ローカルであるが、北海道文化放送でも2010年5月5日の9:55 - 10:50に2010年大会の模様が放送された）
- Jリーグ中継・セレッソ大阪主催試合（2011年より。スカパー!からの委託を受けて製作。KTVアナウンサーのほか、関西在住のフリーアナが出演する。なお関連会社・京都放送も以前京都サンガFC戦の中継をスカパー!から委託を受けて製作した年度があった）
- 釣りたガール!（不定期）

### 以降終了の番組
- キングズゴルフ
- サタうま!
- Grade-A（フジテレビと共同制作）
- ブレーブスレポート
- スポーツパオーン25時!
- 週刊!田尾スポ
- スポーツカクテル
- すぽーつアミーゴ!
- Jリーグ図鑑
- ゴルカツ。〜ゴルフで人生を楽しくしよう!〜
- イキザマJAPAN
- 橋本マナミ モテゴルフ 〜ゴルフでみんなを幸せにしよう〜
- ゴラッソ!セレッソ
- 岡田ゴルフ倶楽部
- プロ野球オールスター場外乱闘ホントのところ日本一はどこなんだスペシャル（2002年 - 2005年まで）
- ISUZUレディースカップゴルフトーナメント（1977年[4] - 1991年）→五洋建設KTVレディースカップゴルフトーナメント（1992年・1993年）→五洋建設レディースカップゴルフトーナメント（1994年 - 1996年。1997年にテレビ東京に放送権を移譲し1998年大会をもって廃止）
- 関西テレビ制作日曜午後の競馬番組
  - 競馬中継
  - エキサイティング競馬
  - DREAM競馬
- 川島&ノブ ウダ馬なし

### スポーツ関連項目
- 阪神タイガース
- オリックス・バファローズ
- 大阪ドーム
- 阪急西宮球場
- 神戸総合運動公園野球場
- 阪神甲子園球場
- セレッソ大阪
- ヴィッセル神戸
- 長居陸上競技場
- 近鉄ライナーズ
- 神戸製鋼コベルコスティーラーズ
- 近鉄花園ラグビー場
- 杉本清
- 西本幸雄
- 田尾安志

## バラエティ

### 全国ネット

#### 現在放送している番組
- 火曜は全力!華大さんと千鳥くん（火曜日 22:00 - 22:54）

#### 以降終了の番組
全国ネット番組
■月曜日
- SMAP×SMAP（フジテレビとの共同制作）
- ちょっとザワつくイメージ調査 もしかしてズレてる?
- 世界の村のどエライさん

■火曜日
- ひらけ!GOMA王国
- キャサリン三世
  - キャサリン
- 知らないアナタは大丈夫!? 発見!ウワサの食卓
  - 発見!なるほどレストラン 日本のおいしいごはんを作ろう!
  - 食卓のぞき見バラエティ 潜入!ウワサの大家族
- ニッポンのぞき見太郎 あなたは多数派?少数派?
- 有吉弘行のダレトク!?
- 噂の現場急行バラエティー レディース有吉
- ひらけ!パンドラの箱 アンタッチャブるTV
  - アンタッチャブルの早速行ってみた

■水曜日
- 東西対抗お笑いルーレット
  - 激突!お笑いルーレット
- おくにじまんスター自慢
- 特集 ザ☆スター
- 空飛ぶグータン〜自分探しバラエティ〜
  - グータンヌーボ
  - グータンヌーボ2

■金曜日
※ 全番組フジテレビとの共同制作
- チチパパ親父!娘をたのむで!
- 金ロマン人生いろいろ
- 痛快!知らぬはオトコばかりなり
- しらばかっ!!
- しらばかプラス
- まかせて!!エキスパ

■土曜日
- お笑いとんち袋
- MIZUNO→TEIJIN提供枠（土曜23時）
  - 夜はドキドキ!!
  - フロッピあ!
  - 上海紅鯨団が行く
  - ねるとん紅鯨団
  - とんねるずのハンマープライス
  - JAPAN BOYS
  - Sports Party ただいま夢中!
  - S-FIELD
  - ファイトマネー
  - スゴ腕!バウト
  - 福山エンヂニヤリング
  - もしも体感バラエティif
  - グータン〜自分探しバラエティ〜

■日曜日
- 日曜ドキドキパンチ
- 花王提供枠（日曜21時台）
  - 花王名人劇場
    - 裸の大将放浪記シリーズ（ドラマ）※2007年以降はフジテレビ制作

  - 花王ファミリースペシャル
  - 発掘!あるある大事典→発掘!あるある大事典II ※HV

2007年1月、『あるある』を制作していた日本テレワークのデータ捏造による番組打ち切りで日曜21時台に於ける関西テレビ制作枠が廃枠となり、関西テレビはFNSに制作枠を返上したため、同年4月改編以降はフジテレビ制作枠となっている。
- カジノザウルス→カジノザウルスNEW（金鳥（KINCHO）提供）

■曜日移動のあった番組
- パンチDEデート
- 三枝の愛ラブ!爆笑クリニック
- 所JAPAN
  - 新説!所JAPAN（前身）

### 関西ローカル

#### 現在放送している番組
■月曜日
■火曜日
- ちゃちゃ入れマンデー（19:00 - 20:00）
- やすとも・友近のキメツケ!※あくまで個人の感想です（20:00 - 20:59）

■水曜日
■木曜日
- HITMON!（1:20 - 1:25〈水曜日深夜〉）
- ピーコ&兵動のピーチケパーチケ（1:25 - 1:55〈水曜日深夜〉）

■金曜日
■土曜日
- 千原ジュニアの座王（0:55 - 1:25〈金曜日深夜〉）
- ウラマヨ!（13:00 - 13:59）
- かまいたちの机上の空論城（17:00 - 17:30）

■日曜日
- お笑いワイドショー マルコポロリ!（13:59 - 14:54）

■単発
- 扇町寄席
- S-コンセプト（月1回、一部系列局でも放送）

北海道文化放送では主に祝日の単発特番として放送。これまでに2008年5月6日9:55 - 11:20にuhb自社送出で放送<関西ローカルで2008年3月2日放送の第5回>された。その他、2009年5月4日<関西ローカルで2008年12月20日放送の第10回>。5日<関西ローカルで2009年3月7日放送の第12回>を放送した。以後も不定期で放送されている。
フジテレビは2009年8月15日に「アレルギー」の回を放送した。

#### 以降終了の番組
■平日夕方枠
- たかじん・円の興奮宣言!!
- 素敵!KEI-SHU5
- 5時からテレビ
- しっぽまでアンコ!
- ○爆ワイド
- 板東・八方ヨジキンTV

■ゴールデン枠
- 情報調査団 ホントに本当なの!?
- 超人ドッジボール伝説
- トミーズの人間博物館ごっつい奴やねん
- 超ねんてん博物館
- 仰天!めンたまりや!!
- 火曜インパクト
- 誰がカバやねんロックンロールショー
- 素のよしもと
- ムハハnoたかじん
- 冒険チュートリアル
- 流行りん♥モンロー!
- セキララ☆新発見 ものしりティーチャー
  - 口出しゴメン!セキララ☆小町
- ちまたのジョーシキちゃん

■土曜日
- 昼前枠
  - 噂になりたい
- 正午枠
  - ノックは無用!
  - ホンマかいな!
  - あなたにありがとう
  - 昼あがり!どまんなか
  - 胸いっぱいサミット!
    - たかじん胸いっぱい
- 13時枠
  - ノンストップゲーム
  - オットの危険な嫁姑!
  - 遠慮は無用!
  - 週刊にぎやかテレビ
  - 進めトミーズ!こてこて道中
  - こちらナンパ橋交番前
  - プライスバラエティ ナンボDEなんぼ ※HV
- 14時枠
  - 鶴瓶の1/10女子マラソン
  - 男いびりの30分
  - トントン拍子30分
- 夕方
  - 爆笑最前線
    - サブロー・シローの爆笑最前線

  - 阿部牧郎・上岡龍太郎 キケンなふたり
  - 名探偵・山田花子
  - トミーズのはらぺこ亭
    - トミーズのはらぺこキッチン 極 ※HV

  - 雨上がり食楽部
  - 雨上がりのナニモン!?
  - それ行け!パピはちワゴン〜ありがとうを届けませんか?〜

■日曜日
- 朝枠
  - ゆかいな家族
  - おたのしみ米朝噺し
  - はなしに夢中
  - 来たれ!特捜SWAT
- 正午枠
  - 花の新婚!カンピューター作戦
  - 紳助の人間マンダラ
  - 太っ腹!紳助ファンど
  - 鶴瓶・なるみの満開!新妻セブン
  - 鶴瓶&なるみのほんまか
  - にっちょび!
  - 幸せさがしバラエティ 花モ、嵐モ!! ※HV
- 13時枠
  - 凡児のお手並み拝見
  - 花紀岡八どどんとお笑い60分
  - 花咲く女の特急便
  - やったねミセス! -女子大生ばかりがテレビじゃない-
- 14時枠
  - 鶴瓶と花の女子大生
  - おじょママ!F

■深夜枠
- ナイトパンチ
- クロスファイア
- エンドレスナイト（『復活!エンドレスナイト』として90分のダイジェスト版で放送）
- 今夜はねむれナイト
- 本気ナイトパフォーマンス
- すとらびん式
- ディープ・キッチュ
- 知ってどうする!?
- 真夜中テレビ
- VIVIDたいむ
- とぅぎゃざあ
- 夜な夜なウオッチング
- ナイトモーニン
- TV-DOS
  - 名馬物語
  - 爆笑GONGSHOW
  - 保健体育
  - ジミーちゃんの気持ちE〜夜
  - 天才ドリル
- MIDNIGHT SYNDROME
- 別冊・未来派交信
- 爆笑BOOING→超!爆笑BOOING
- 熱血!ハイテンション
- 山田雅人の失恋レストラン
- Wスポット
- ワンダラーズ
- 花のNEMOTO組 → 嵐のNEMOTO組
- 謎の処方箋 コントS錠
- びじゅある
- バスDEコロコロ
- ぶらっち
- ぶらりプチ京都
- 遠足TV!
- 彼女の部屋
- ガラパゴス〜絶滅危惧品種保護委員会〜
- 神出鬼没・乗ってけ!北野誠タクシー
- ビバ!北野家族
- 恋愛情報バラエティー・ウソか!?誠か!? ※HV
- よるけぃ。
- りえむら
- 扇町兎園会
- ぐっさんの肉球プリン
- 東京オカン
- 恋愛バラエティ ピンどん
- くろだ荘の宴
- 南パラZ!
- フジヤマ☆スタア ※HV
- 未確認思考物隊 ※HV
- タナゴコロッジ〜明日を考えながらスープを飲む客人達〜※HV
- 鉄筋base
- VIDEGRAJIN〜ビデグラジン〜
- イケメンデルの法則〜恋に苦しむハンサムなエンドウ豆たち〜 ※HV・LB
- 炎上base ※HV・LB
- ストリートダンス2on2バトル日本代表決定戦2010
- ヨルパチーノ
  - 妄想ガールズコレクション
  - MOTEL〜欲しがる男女のモテ学〜
  - ブラっと嫉妬
  - 暗躍!芸人ブローカー 〜テレビに出ない（秘）芸人密売所〜
  - 銀シャリ×藤崎マーケットの◎本の矢
  - 千原芸能社
  - カキューン!!
  - ジャルジャル×銀シャリ ヤバイブル〜キセキの危機回避マニュアル〜
  - 爆裂バラエティー シャバダバの空に
  - 情熱★エンためファクトリー どっキング!!!
    - 週刊プラチケ!
    - ランキンくえすと
    - どっキング48

  - 究極の1問をプロデュース! サイコーの問題
  - 知ればギョーテン!?世界丸はだかリサーチ
  - オワライカスタム2〜あの定番ネタを映画化!?〜
  - ギョクセキっ!
- ヨルスパ!
- 関西ジャニーズJr.→関ジャニ∞出演番組
  - Kanjani Knight
  - なんじゃに!?関ジャニ
  - 週刊V.WEST ※HD
  - J³ KANSAI ※HD
  - ほんじゃに! ※HV
  - 関ジャニ∞のジャニ勉
- NMBのめっちゃバイト
- NMBとまなぶくん
- RANKO&MAYUのお騒がせPOLICE
- モテモテかんぱにー R25
- 〜アナタの日常に“笑い”をお届け!〜デリ芸
- めざせ甲子園!つかたこレインボーロード
- ジャルやるっ!
  - ゼッタイジャルっ!
- 和牛のギュウギュウ学園
- 和牛の以上、現場からお伝えしました。
- 村上マヨネーズのツッコませて頂きます!
- シャバめの象さん

■曜日移動のあった番組
- わいわいワイド
- 爆笑寄席
- 三枝の激闘スタジアム
- ますだおかだのオモログ
- 快傑えみちゃんねる

### バラエティ関連項目
- レモンスタジオ（世田谷区砧にあるスタジオ。『さんまのまんま』などの収録を行う）
- 上沼真平（上沼恵美子の夫で、元・制作局長。『エンドレスナイト』での愛称はセクシー上沼）
- 東阪企画（「花王名人劇場」などを手がけた制作会社）
- 吉本興業
- 松竹芸能
- ジャニーズ事務所

## クイズ番組

### 現在放送している番組
- ロザンのクイズの神様（日曜 8:30 - 9:00）

### 以降終了の番組

#### 全国ネット版
- 相性診断!あなたと私はピッタンコ→相性診断!ザ・ピッタンコ
- クイズDEデート
- クイズタッグマッチ
- ザ! キャッシュマン（フジテレビとの共同制作）

#### ローカル版
- 花の新婚!カンピューター作戦
- チャレンジQ
- どっきりQ
- 文珍のクイズDEショッピング
- 絶頂!三枝の頭脳戦士
- クイズ関西人の脳みそ
- 脳内活性!クイズファクトリー
- 頭脳回転ずしQ兵衛
- 時間を支配しろ! クイズ★ギリドメ!
- ツカエル!Q極の問題

## 音楽

### 現在放送している番組
- ピーチケMusic（関西ローカル、毎月第1金曜日の翌日未明〈金曜日深夜〉）

### 以降終了の番組
- 三菱クラウンアワー（フジテレビとの共同制作）
- シャボン玉アワー（牛乳石鹸提供）
- シャボン玉ビッグワンショー（牛乳石鹸提供）
- シャボン玉ミュージックジョイ（牛乳石鹸提供）
- 夢の乱入者（関西ローカル、深夜　1990年 - 1997年）
- freebeat!（関西ローカル）
- クリッククリップ（関西ローカル、深夜）
- ナイトクリップ（関西ローカル、深夜）
- 関西発!メジャー音楽学園（関西ローカル、深夜）
- 音エモン（関西ローカル、深夜）
- ミュージャック（関西ローカル、土曜日 1:55 - 2:25〈金曜日深夜〉）

## 映画

### 現在放送している番組
- KTV映画劇場

## 特別番組

### 単発・不定期

#### 全国ネット版
- さんまのまんま
- R-1グランプリ
- 不思議体験ファイル 信じてください!!

#### ローカル版
- 上方漫才大賞
- わがまま!気まま!旅気分
- ハイヒールモモコ一家の夏休み
- やすしきよしの夏休み
- 関西縦断かくれんぼ 渡る世間は鬼だらけ
- ミッドナイトシンドローム
- 新・ミナミの帝王 ※HV
- 宝塚歌劇舞台中継シリーズ
- 野球狂のネタ
- カンテーレ人気番組黄金リレー!どこまで行くねん!?7時間半(生)スペシャル!!2007

### 開局記念特別番組
- MAGMA30（開局30周年記念イベント／1989年）
- アスメディア88祭り（開局35周年記念イベント／1993年）
- 感謝!感激!カンテーレ!50年だよ おかげさまスペシャル（開局50周年／2008年11月22・23日）
- 地球☆感じてミッション!（開局50周年／2008年12月14日・全国ネット）
- 関西テレビ開局記念生特番「夫婦のチカラで関西元気！笑顔の花を咲かせまショーSP」（開局53周年／2011年11月19日）
- これまでもこれからもカンテーレ 未来に伝えたい笑いのチカラ 5時間半生でしゃべりまくり大感謝祭（開局55周年／2013年11月24日）
- 開局60周年!カンテレ８ppy大感謝祭（開局60周年/2018年11月17・18日）

### 年末特別番組
- 今年はこのくらいにしといたろスペシャル!（1995年12月30日、1996年12月28日放送）
- 吉本芸人100人祭り!笑って忘れて スタジオにこれ以上入りませんSP（2006年12月31日、2007年12月30日放送）
- 青山繁晴の緊急提言 世界は動く!正念場の日本〜明日のニッポンを子どもたちと考える〜（2011年12月31日放送）

### 年始特別番組
- 米朝一座（関西ローカル）
- 爆笑!（西暦）年こうなる宣言（関西ローカル）
- 鶴瓶の日本一長いお正月（2007年1月2日放送 関西ローカルだが、秋田テレビ他一部の地域でも放送）
- FNN/FNS全国ネット向け年始特別番組（1月2日22時からの90分枠と1月3日午後の90分枠）
  - プロ野球オールスター場外乱闘ホントのところ日本一はどこなんだスペシャル（2002年から2005年の1月2日に放送）
  - 笑うミュージックホール 島田紳助の初夢コラボ（2007年1月2日放送）
  - 歌って笑って大騒ぎ!!お笑い芸人家族対抗マジ歌合戦!（2008年1月2日放送 ※HV）
  - 有吉×独身さん芸能人 結婚偏差値㊙チェック 新春早々大きなお世話だよSP（2014年1月2日放送）
  - 石原さとみのすっぴん旅（2020年1月3日放送）

※ かつては1月2日22時からの放送枠で「迎春ドラマスペシャル」や「初春ドラマスペシャル」というタイトルでドラマスペシャルを放送していた。また、2011年と2013年はバラエティ番組ではなくドラマに充てられ、前者は『チーム・バチスタSP2011〜さらばジェネラル!天才救命医は愛する人を救えるか〜』、後者は『GTO 正月スペシャル! 冬休みも熱血授業だ』（30分前倒しして21:30 - 23:30に拡大）がそれぞれ放送された。

## ドラマ

### 連続・シリーズもの
- 僕達はまだその星の校則を知らない（月曜日 22:00 - 22:54 全国ネット）
- 北くんがかわいすぎて手に余るので、3人でシェアすることにしました。（火曜日 23:00 - 23:30 全国ネット）
- ロンダリング（金曜日 0:15 - 0:45 関西ローカル）

#### 以降終了の番組
- イガグリくん
- シャープコミカルス・ちゃりんぼ兄弟
- 幸コメディ
- 松本清張シリーズ

月曜夜10時枠
- 影の軍団 幕末編（この枠唯一の時代劇）
- 現代恐怖サスペンス
- 白の条件
- 君が見えない
- 福井さんちの遺産相続
- 妊娠ですよシリーズ
- 冬の訪問者
- 我慢できない!
- 君を想うより君に逢いたい
- 100億の男
- 明日はだいじょうぶ
- いい日旅立ち〜4つの卒業〜
- アバランチ
- ドクターホワイト
- 恋なんて、本気でやってどうするの?
- 魔法のリノベ
- エルピス-希望、あるいは災い-
- 罠の戦争
- 合理的にあり得ない〜探偵・上水流涼子の解明〜
- 転職の魔王様
- トクメイ!警視庁特別会計係
- 春になったら
- アンメット ある脳外科医の日記
- マウンテンドクター
- モンスター
- 秘密〜THE TOP SECRET〜
- あなたを奪ったその日から

ほか
火曜夜9時枠
- メディカルチーム レディ・ダ・ヴィンチの診断
- 嘘の戦争
- CRISIS 公安機動捜査隊特捜班
- 僕たちがやりました
- 明日の約束
- FINAL CUT
- シグナル 長期未解決事件捜査班
- 健康で文化的な最低限度の生活
- 僕らは奇跡でできている
- 後妻業
- パーフェクトワールド
- TWO WEEKS
- 10の秘密
- 探偵・由利麟太郎
- 竜の道 二つの顔の復讐者
- DIVER-特殊潜入班-
- 姉ちゃんの恋人
- 青のSP―学校内警察・嶋田隆平―
- 大豆田とわ子と三人の元夫
- 彼女はキレイだった

火曜夜10時枠
（時代劇）
- 忍法かげろう斬り
- 眠狂四郎
- どてらい男(やつ) ※戦後編より日曜夜9時枠に移動
- けんか安兵衛 ※この作品は白雪劇場枠として放送
- 宮本武蔵
- お耳役秘帳
- 柳生一族の陰謀
- 雲霧仁左衛門 - 1995年のフジテレビ制作版も水曜夜8時枠で放送。
- 騎馬奉行
- 服部半蔵 影の軍団
  - 影の軍団II
  - 影の軍団III
  - 影の軍団IV
- 旅がらす事件帖
- 闇を斬れ
- 暁に斬る!
- 大奥（1983年版）
- 流れ星佐吉
- 暴れ九庵 など

（現代劇）
- 僕の生きる道
- 僕と彼女と彼女の生きる道 ※HV
- 僕の歩く道 ※HV
- GTO - 2012年と2014年にもリメイク版が放送された。
- アットホーム・ダッド ※HV
- 君が想い出になる前に ※HV
- マザー&ラヴァー ※HV
- みんな昔は子供だった ※HV
- 曲がり角の彼女 ※HV
- がんばっていきまっしょい ※HV、完全自社制作
- 鬼嫁日記シリーズ ※HV
- アンフェア ※HV
- ブスの瞳に恋してる ※HV、完全自社制作
- 結婚できない男 ※HV - 『まだ…』は火曜夜9時枠で放送。
- 牛に願いを Love&Farm ※HV、完全自社制作
- あしたの、喜多善男〜世界一不運な男の、奇跡の11日間〜
- 無理な恋愛
- チーム・バチスタの栄光
  - チーム・バチスタ2 ジェネラル・ルージュの凱旋
  - チーム・バチスタ3 アリアドネの弾丸
  - チーム・バチスタ4 螺鈿迷宮
- トライアングル
- 僕のヤバイ妻

ほか
火ドラ★イレブン
- ホスト相続しちゃいました
- ウソ婚
- 時をかけるな、恋人たち
- リビングの松永さん
- お迎え渋谷くん
- あの子の子ども
- スノードロップの初恋
- 御曹司に恋はムズすぎる
- パラレル夫婦 死んだ"僕と妻"の真実

水曜夜10時枠
- がめつい奴
- 口紅と鏡
- 女人武蔵
- 遠い夏の日
- 科学捜査官
- 特捜記者
- 運命峠

ドラマNEXT
- 呪報2405 ワタシが死ぬ理由
- ピロートーク〜ベッドの思惑〜
- ヨメ代行はじめました。

カンテレドラマらぼ
- ミナミの帝王ZERO
- 時空探偵おゆう 大江戸科学捜査
- 名もなき復讐者 ZEGEN
- 死亡フラグが立ちました!
- 連続殺人鬼カエル男
- そして、ユリコは一人になった
- 東京男子図鑑
- 銀座黒猫物語
- 猪又進と8人の喪女〜私の初めてもらってください〜
- エ・キ・ス・ト・ラ!!!
- マイラブ・マイベイカー

EDGE
- 合コンに行ったら女がいなかった話
- インフォーマ
- 全ラ飯
- 極限夫婦
- 社内処刑人〜彼女は敵を消していく〜
- そんな家族なら捨てちゃえば?
- デスゲームで待ってる

カンテレ×FODドラマ
- 未恋〜かくれぼっちたち〜
- MADDER その事件、ワタシが犯人です

土曜夜10時枠
- 大奥（1968年版）
- あゝ忠臣蔵
- 大坂城の女
- 徳川おんな絵巻

日曜夜9時枠
- 侍
- 検事
- 全員降下せよ
- 白雪劇場（1967年4月2日 - 1975年3月30日まで放送。フジ系全国ネット）
  - 吉田松陰
  - 新吾十番勝負
  - 江戸の紅葵
  - 岡っ引どぶ
  - 父子鷹
  - おとこ鷹
  - 大久保彦左衛門
  - 北斗の人
  - 池田大助捕物日記
- さわやかな男(やつ)シリーズ
- 汽笛が響く!
- 日曜恐怖シリーズ（『汽笛が響く!』から『一発逆転』までの間に放送されたドラマシリーズと『刑事鉄平』終了後から「花王名人劇場」スタートまでの間放送されたドラマシリーズ。日曜21時枠。自社制作・全国ネット）
- 一発逆転
- 標的
- 刑事鉄平

宝塚映像制作作品（「阪急ドラマシリーズ」等） 
- 竜巻小天狗
- 紫頭巾
- 怪人二十面相と少年探偵団シリーズ
- それいけ!ズッコケ三人組
- 1・2・3と4・5・ロク→新1・2・3と4・5・ロク
- 赤いシュート!
- はずめ!イエローボール
- ワタナベ

など

### スペシャルドラマ

#### 全国ネット
開局記念番組として放送された作品
- 青やからわたったんや（1968年11月30日/10周年。パートカラー作品[5]。明治百年記念芸術祭参加作品。第23回文化庁芸術祭テレビドラマ部門奨励賞を受賞[6]。）
- 吉田茂（1983年4月9日/25周年）
- みんな夢の中〜ある偽ハマクラ伝〜（1992年12月28日/35周年）
- けろりの道頓 秀吉と女を争った男（1999年1月2日/40周年）
- ワルシャワの秋（2003年12月23日/45周年）
- ありがとう、オカン（2008年10月7日/50周年）
- 神様のベレー帽〜手塚治虫のブラック・ジャック創作秘話〜（2013年9月24日/55周年）
- BRIDGE はじまりは1995.1.17 神戸（2019年1月15日/60周年）
- 僕が笑うと（2019年3月26日/60周年）

その他
- サンタが殺しにやって来た（1996年12月23日）
- 艶姿!ナニワの光三郎七変化（1997年10月2日）
- うらぼんえ（1998年11月27日／平成10年度文化庁芸術祭参加作品。金曜エンタテイメント枠で放送）
- 危機一髪ドラマスペシャル フライング・ボーイズ（2002年10月1日）
- 彼女たちのクリスマス イブの夜に贈る4人の女性の物語（2002年12月24日）
- 失われた約束〜引き裂かれた愛の行方（2003年9月16日／文化庁芸術祭参加作品）
- 天切り松・闇がたり（2004年7月30日／金曜エンタテイメントで放送）
- 小悪魔な女になる方法（2005年9月27日 ※HV）
- さいごの約束（2006年4月4日 ※HV）
- くうねるところすむところ〜恋するニッカボッカ・ガール〜（2007年4月9日 ※HV）
- 大グータンヌーボ 恋する女たち勢ぞろい＆初ドラマSP!!（2007年10月3日 ※HV）
- クリスマス ドラマスペシャル わたしに運命の恋なんてありえないって思ってた（2016年12月20日 ※HV）
- でも、結婚したいっ!〜BL漫画家のこじらせ婚活記〜（2017年4月4日 ※HV）
- FLY! BOYS, FLY! 僕たち、CAはじめました（2019年9月24日 ※HV）
- あと3回、君に会える（2020年3月31日 ※HV）
- 僕もアイツも新郎です。（2022年3月13日 ※HV）

ほか、多数

#### ローカル
KTVドラマスペシャル
- 田園のエイリアン（1989年8月20日）
- 約束（1993年11月）

非本格派時代劇 小河ドラマ 
- 織田信長（CS 時代劇専門チャンネル・オリジナル作品）[7]
- 龍馬がくる（CS 時代劇専門チャンネル×カンテレ共同製作作品）[8]
- 徳川☆家康

関西テレビ水曜未明の深夜ドラマ 
- 大阪環状線 ひと駅ごとの愛物語シリーズ
- はんなりギロリの頼子さん
- 今夜、勝手に抱きしめてもいいですか?
- 武士が、マックで店員になった件。

その他
- DRAMADAS
- DRAMADOS
- DRAMADOS-E
- 素顔を抱きしめて
- 関西芸人ドラマスペシャル『間寛平少年物語』（開局45周年記念番組）
- 春の傑作ドラマ 痛快!エブリデイを抹殺せよ!? 桂南光、生放送中に脅迫さる（2004年3月21日/開局45周年記念番組）
- 横山やすしフルスロットル〜航跡〜（2004年1月）
  - 横山やすしフルスロットル〜阿波鳴門純愛物語〜（2005年3月 ※HV）
- 関ジャニ∞冬休みドラマスペシャル（2006年12月 ※HV）
- ワタシ2.1（2007年9月25日 深夜枠 ※HV）
- 子ほめ（2007年12月 ※HV） - 桂ざこば芸歴45周年×還暦記念ドラマ
- なめとんか やしきたかじん誕生物語（2018年11月20日/開局60周年記念番組）
- DRAMATIC-J（2008年4月 - 9月 ※HV）
- DRAMADA-J（2009年7月 - 9月 ※HV）
- 誰も知らないJ学園（2010年4月 - 7月 ※HV）
- ヘヴンズ・ロック（2010年7月 - 9月 ※HV）
- 堀江ブギーデイズ（2012年1月 - 3月）
- クロシンリ 彼女が教える禁断の心理術
- 遠藤憲一と宮藤官九郎の勉強させていただきます

ほか

### ドラマ関連項目
- 宝塚映像
- アベクカンパニー
- メディアミックス・ジャパン

## アニメ

### 自社製作
※ 製作関与も含む。

#### 放送中
- ネクロノミ子のコズミックホラーショウ（水曜日 1:19 - 1:49〈火曜日深夜〉）
- カラオケ行こ!（金曜日 1:45 - 2:15〈木曜日深夜〉）
- 陰陽廻天 Re:バース（「+Ultra」、金曜日 2:15 - 2:45〈木曜日深夜〉）

#### 放送終了
- ワンサくん（1973 KTV初の自社製作アニメ、虫プロダクション制作）
- ゼロテスター（1973〜1974。東北新社制作）
- ギルガメッシュ（2003年10月 - 2004年3月、KTV初の自社製作深夜アニメ）
- くるねこ（東海テレビとの共同製作）
- 暗殺教室シリーズ（フジテレビ・BSフジとの共同製作）
- 覆面系ノイズ（BSフジと共同製作）
- サクラダリセット
- ブレンド・S
- スロウスタート
- ウマ娘 プリティーダービーシリーズ
- こみっくがーるず
- 出会って5秒でバトル
- 異世界薬局
- 後宮の烏
- 虫かぶり姫
- 転生王女と天才令嬢の魔法革命
- REVENGER
- 神無き世界のカミサマ活動
- スキップとローファー
- カワイスギクライシス
- Lv1魔王とワンルーム勇者
- ダークギャザリング
- ブルバスター
- 外科医エリーゼ
- 姫様“拷問”の時間です
- 夜のクラゲは泳げない
- ワンルーム、日当たり普通、天使つき。
- 怪異と乙女と神隠し
- 義妹生活
- なぜ僕の世界を誰も覚えていないのか?
- メカウデ
- 合コンに行ったら女がいなかった話
- やり直し令嬢は竜帝陛下を攻略中
- もめんたりー・リリィ
- アラフォー男の異世界通販生活
- Übel Blatt〜ユーベルブラット〜
- 男女の友情は成立する?（いや、しないっ!!）
- 紫雲寺家の子供たち
- 忍者と殺し屋のふたりぐらし

- 「ノイタミナ」枠（2014年10月期 - 2017年4月期まで製作委員会参加。フジテレビとの共同製作。）
  - 四月は君の嘘
  - 冴えない彼女の育てかた
    - 冴えない彼女の育てかた♭

  - パンチライン
  - 乱歩奇譚 Game of Laplace
  - すべてがFになる THE PERFECT INSIDER
  - 僕だけがいない街(アニメ版)
  - 甲鉄城のカバネリ
  - バッテリー
  - 舟を編む
  - クズの本懐

- 「+Ultra」枠（2025年4月期より製作委員会参加。フジテレビとの共同製作。）
  - 最強の王様、二度目の人生は何をする?（AT-Xも製作委員会参加）

### アニメ関連項目
- 関西テレビの深夜アニメ枠
- アニメわ〜く!

## 特撮

### 現在放送している番組
現在、無し。

### 以降終了の番組
- 仮面の忍者 赤影（1967年4月5日  - 1968年3月27日、東映制作）
- 神話戦士ギガゼウス

## フジテレビ系列局制作・時差ネット番組
制作局の表記のない番組はフジテレビ制作。
バラエティ
- 発見!タカトシランド（月曜日 4:30 - 5:25、北海道文化放送制作）
- キスマイ超BUSAIKU!?（火曜日 0:25 - 0:55〈月曜深夜〉）
  - キスマイBUSAIKU!?
- KinKi Kidsのブンブブーン（火曜日 1:25 - 1:55）
- さらば青春の光の青春ジャック（火曜日 2:56 - 3:27 〈月曜深夜〉、テレビ愛媛制作）
- ゴリパラ見聞録（火曜日 2:57 - 3:27、テレビ西日本制作）
- 華丸・大吉のなんしようと?（火曜日 4:28 - 5:25、テレビ西日本制作）
- かまいたちの掟（水曜日 0:25 - 0:55、さんいん中央テレビ制作、第8話、第33話は未放送）
- 関ジャニ∞の あとはご自由に（木曜 0:25 - 0:55〈水曜深夜〉）[9][10]
- まいど!ジャーニィ〜（木曜日 4:29 - 4:53、BSフジ制作）
- 西村キャンプ場（金曜日 0:55 - 1:25〈木曜日深夜〉、テレビ新広島制作）
- イタズラジャーニー（不定期）
- 坂上どうぶつ王国（不定期）

音楽
- Love music（火曜日 0:55 - 1:25〈月曜日深夜〉）

教養
- 釣りごろつられごろ（日曜日 5:00 - 5:15、テレビ新広島制作）
- テレビ寺子屋（日曜日 5:15 - 5:45、テレビ静岡制作）

紀行
- わがまま!気まま!旅気分（月曜日 4:29 - 5:25、BSフジ制作）

ドキュメンタリー
- ザ・ノンフィクション（不定期）

ミニ番組
- 物語の始まりへ（日曜日 8:55 - 9:00、石川テレビ制作）

## 系列外
- HAWAII FIVE-0（シーズン8）（月曜日 1:59 - 2:59〈日曜日深夜〉）
- S.W.A.T.（シーズン2）（木曜日 1:55 - 2:50〈水曜日深夜〉）
- ボクらと島ネコ。（不定期、テレビ神奈川制作）

### 以降終了の番組
- 疫病神シリーズ（BSスカパー!制作）
  - 破門
  - 螻蛄
- 不能犯（dTV制作）
- ロバートの秋山竜次音楽事務所（テレビ埼玉制作）
- 白金台ゴルフ女子部（ゴルフネットワーク制作）
- 湘南純愛組!（アットムービー制作）
- 藍より青し〜縁〜（※第1期はフジテレビ製作の深夜アニメ）
- ヒルストリート・ブルース
- プレイボール
  - プレイボール2nd
- ラムネ
- ひぐらしのなく頃に（第1期のみ）
- 少年陰陽師
- アイドルマスター XENOGLOSSIA
- true tears
- CANAAN
- 刀剣乱舞-花丸-
  - 続 刀剣乱舞-花丸-
- 機動戦士ガンダム0080 ポケットの中の戦争
  - 機動戦士ガンダム0083 STARDUST MEMORY
  - 機動戦士ガンダム 第08MS小隊
- リトルウィッチアカデミア
- バトルガール ハイスクール
- このはな綺譚
- はねバド!
- 鬼滅の刃（※関西圏では読売テレビが初出。第2期はフジテレビ企画協力の深夜アニメ）
- このヒーラー、めんどくさい
- サマータイムレンダ
- ザ・プレイヤー〜究極のゲーム〜
- トランスポーター ザ・シリーズ ニューミッション
- タイムレス
- 潤一
- フォーリング スカイズ
- SCORPION/スコーピオン（シーズン2）
- アドベンチャー・タイム（シーズン5）
- 千原ジュニアの映画製作委員会（日活制作）

## 本社が西天満社屋時代に放送されていたネット番組
☆の番組は同時ネット。★の番組は時差ネット。◇の番組は扇町に移転してからもしばらくネットされていた。
ニュース・情報
（独自でタイトル変更がある場合を除く）
- ☆◇めざましテレビ（現在も放送中）※関西中継リポーターは移転当時桑原征平が担当（現在は岡安譲）。
- ☆FNNニュースレポート23:00→☆FNNニュース工場→☆FNN DATE LINE→☆FNN NEWSCOM→☆◇ニュースJAPAN

スポーツ
- ☆◇プロ野球ニュース

アニメ・特撮
- ☆◇サザエさん（日曜日放送分は現在も放送中。火曜日に放送されていた再放送は1996年3月でネット打ち切りとなった）
- ☆意地悪（いじわる）ばあさん（アニメ版は1996年7月でネット打ち切り）
- ☆◇ちびまる子ちゃん（現在も放送中）
- ☆世界名作劇場
- らんま1/2（土曜時代は☆、熱闘編は当初は★、途中から☆）
- ☆マグマ大使
- ☆ミラーマン
- ☆ロボット刑事
- ★東映不思議コメディーシリーズ（一部作品を除く）

子供向け
- ☆ママとあそぼう!ピンポンパン
- ☆ひらけ!ポンキッキ→☆★◇ポンキッキーズ（1994年3月までと同年10月以降は☆、同年4月8日から9月30日までは★で金曜 17:25 - 17:55の週1回[11]）
- ★ウゴウゴ・ルーガ（週1回。フジテレビにおける本放送終了の1週間前に打ち切り。なつデラックスは臨時☆、1993年8月17日 - 20日の午後の部と2号はネットせず）

教養
- ★てれび博物館 それってホント!?（東海テレビ制作）
- ★◇テレビ寺子屋（テレビ静岡制作。現在も放送中）

トーク
- ☆スター千一夜
- ☆ライオンのいただきます→☆◇ライオンのごきげんよう

音楽
- ★☆◇ミュージックフェア（現在も放送中）
- ☆夜のヒットスタジオ→☆夜のヒットスタジオDELUXE→☆夜のヒットスタジオSUPER（ただしR&N、インターナショナル、演歌はネットせず）
- ☆オールスター家族対抗歌合戦
- ☆◇HEY!HEY!HEY! MUSIC CHAMP

ワイドショー
- ☆小川宏ショー→☆◇おはよう!ナイスデイ（現在の「めざまし8」枠）
- ☆3時のあなた→☆タイム3→☆タイムアングル→☆となりのパパイヤ→☆3時ヨこい!→☆◇ビッグトゥデイ

クイズ
- ☆ズバリ!当てましょう
- ☆クイズグランプリ→クイズ漫才グランプリ→逆転クイズジャック
- ☆なるほど!ザ・ワールド
- ☆クイズ!年の差なんて
- ☆平成教育委員会

バラエティ
- ☆笑ってる場合ですよ!→☆◇笑っていいとも!
- ☆欽ちゃんのドンとやってみよう!→欽ドン!良い子悪い子普通の子(おまけの子)→マイルド欽ドン!、欽ドン!お友達テレビ→欽ドン!ハッケヨーイ笑った!
- ☆オレたちひょうきん族
- ☆とんねるずのみなさんのおかげです（1994.4 - 9はラスタとんねるず'94）→☆とんねるずの本汁でしょう!!→☆◇とんねるずのみなさんのおかげでした（「現在の「この世界は1ダフル」の枠）
- ☆志村けんのだいじょうぶだぁ
- ☆志村けんはいかがでしょう（1995.3でネット打ち切り）
- ☆ウッチャンナンチャンの誰かがやらねば!→☆ウッチャンナンチャンのやるならやらねば!!（現在の「新しいカギ」の枠）
- ☆◇ダウンタウンのごっつええ感じ（扇町移転から1か月後に打ち切り）
- ☆◇めちゃ×2イケてるッ!

ドラマ枠
- ☆ライオン奥様劇場
- ☆◇東海テレビ制作昼ドラマ
- ☆◇月9（現在も放送中）
- ☆◇木曜劇場（現在も放送中）

スペシャル枠
- ☆火曜ワイドスペシャル
- ☆金曜女のドラマスペシャル→☆ドラマチックナイト→☆男と女のミステリー→☆金曜ドラマシアター→☆◇金曜エンタテイメント
- ☆ ゴールデン洋画劇場（現在の「土曜プレミアム」枠）

特番
- ☆◇新春かくし芸大会（毎年1月、2010年限りで、終了。）
- ☆◇FNSの日（毎年主に7月、現在も継続）
- ☆◇FNS歌謡祭（毎年12月、現在も継続）

### テレビ大阪開局前に放送されていたテレビ東京（東京12ch）の番組
アニメ・特撮
- 科学冒険隊タンサー5
- 闘士ゴーディアン（途中サンテレビへ移行）
- 恐竜大戦争アイゼンボーグ
- 恐竜戦隊コセイドン
- グロイザーX
- 快傑ズバット
- スパイダーマン (東映)

など